# Кућа Михаила Поповића
Кућа Михаила Поповића се налази у Београду, на територији градске општине Врачар. Подигнута је 1905. године и представља непокретно културно добро као споменик културе.
Приземна породична кућа је изграђена за свештеника Михаила Поповића, по пројекту архитекте Стојана Тителбаха, у коју се улази преко бочне капије, постављена је на регулациону линију улице. Фасада је обликована као јединствена површина с богатом декоративном пластиком флоралног типа. Једини уступак академској архитектури представљају јаки подеони и кровни венац и симетрично постављени двоструки прозори. Између два прозора постављена је ваза са цвећем која испуњава површину од сокла кровног венца. Изнад и поред прозора налазе се сунцокрети од којих полазе декоративно уплетене траке, односно стилизовани флорални мотиви. На угловима фасаде испод кровног венца су делови огромних цветова. Целокупна декорација је део јединствене слике уоквирене широким тракама.
Декоративном атиком над централним делом формално је спроведена идеја о продору преко кровног венца, као што су и бочни ступци, односно функционални елементи – носачи кровне конструкције, део те исте идеје. Нажалост, фасада у делу над кровним венцем није изведена по плану или је претрпела преправке које су тај изглед измениле, па су бочни ступци скромније обрађени, а под једноставнијом, срцоликом атиком, налазила се година, до скоро се веровало 1904, а вероватније 1905. Кућу су изградила браћа свештеника Поповића, потоњи познати београдски грађевинари Горча и Милић Поповић. Кућа је незнатно преправљена после Првог светског рата.
После Другог светског рата зграда више није служила за становање, већ је преласком у власништво општине добила пословну намену. У међувремену извршене су преправке унутрашњости, али и фасаде, пру чему је она у потпуности изгубила највећу вредност – своју декоративну пластику. Кућа Михаила Поповића представља једно од најоригиналнијих остварења Аrt Nouveau архитектуре у Београду